# Letov
La Letov è una azienda aeronautica fondata negli anni venti nel territorio dell'allora Cecoslovacchia ed attualmente presente con sede a Praga, Repubblica Ceca.
Produttrice negli anni di velivoli di propria progettazione e su licenza risulta essere la più antica azienda aeronautica della zona.

## Storia
La Letov venne fondata nel 1918 dal Ministero della difesa della Cecoslovacchia per la riparazione dei velivoli impegnati negli scontri durante la prima guerra mondiale. Il primo velivolo di produzione propria venne realizzato nel 1920, il Letov Š-1, un monomotore biplano da ricognizione progettato dall'ingegnere Alois Šmolík e costruito in 28 esemplari, e fino al 1939 furono realizzati più di 50 tipi di velivoli.
Durante la seconda guerra mondiale, con l'annessione del territorio alla Germania nazista, l'azienda fu inizialmente riconvertita per l'assistenza e riparazione dei velivoli in dotazione alla Luftwaffe e successivamente per la produzione di velivoli tra i quali l'addestratore Arado Ar 96 e della versione da ricognizione del quadrimotore Junkers Ju 290.
Dopo la fine del conflitto, a partire dagli anni cinquanta, con il passaggio del territorio sotto l'influenza dell'Unione Sovietica, l'azienda venne utilizzata per realizzare parti per la costruzione dei MiG-15, MiG-19 e MiG-21.
Qui vennero inoltre prodotti oltre 4 000 unità dell'L-29 Delfin, l'aereo da addestramento standard utilizzato dai paesi del patto di Varsavia degli anni sessanta, e successivamente 2 500 unità di un altro famoso addestratore d'oltre cortina degli anni settanta, l'L-39 Albatros.
A seguito delle vicende politiche che portarono nel 1989 alla sametová revoluce, la rivoluzione non violenta che depose il governo comunista cecoslovacco, la Letov cominciò ad offrire i propri prodotti su un più vasto mercato internazionale fino all'assorbimento nel 2000 da parte del gruppo francese Latécoère, attivo in produzioni aeronautiche, che ha destinato l'azienda Ceca alla produzione di parti per grandi aerei di linea.

### Aerei prodotti

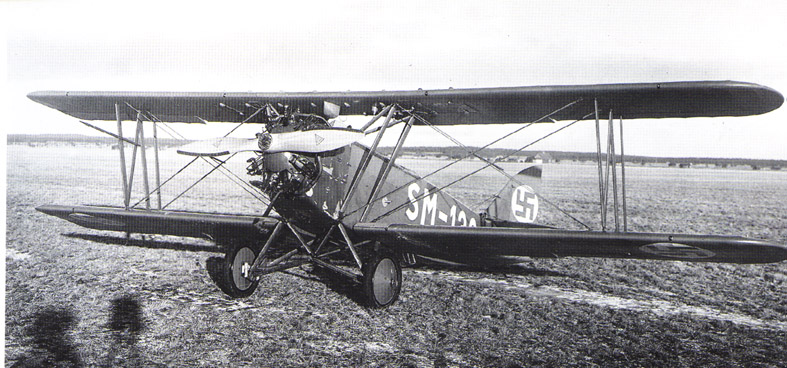
L'addestratore Letov Š-218 del 1926

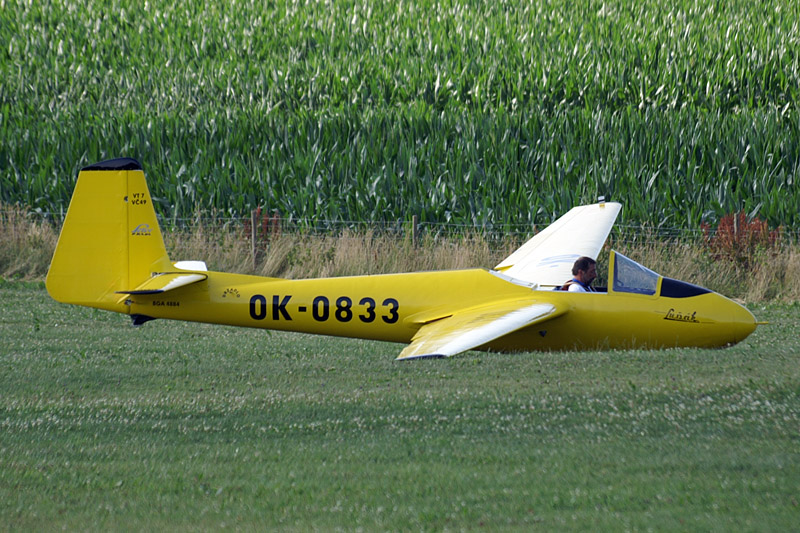
L'aliante Letov LF-107 Luňák

| Nome                  | Ruolo                       | Anno |
| --------------------- | --------------------------- | ---- |
| Letov Š-1             | aereo da ricognizione       | 1920 |
| Letov Š-4             | aereo da caccia             | 1922 |
| Letov Š-16            | bombardiere                 | 1926 |
| Letov Š-18            | aereo da addestramento      | 1925 |
| Letov Š-19            | aereo da trasporto          | 1925 |
| Letov Š-20            | aereo da caccia             | 1926 |
| Letov Š-218           | aereo da addestramento      | 1926 |
| Letov Š-31            | aereo da caccia             | 1929 |
| Letov Š-331           | aereo da caccia (prototipo) |      |
| Letov Š-231           | aereo da caccia             | 1933 |
| Letov Š-328           | aereo da ricognizione       | 1932 |
| Letov Š-428           | aereo da attacco al suolo   |      |
| Letov Š-50            | bombardiere (prototipo)     | 1938 |
| Letov LF-107 Luňák    | aliante                     |      |
| Letov XLF-207 Laminar | aliante                     |      |